# Санта Марија (Анкона)
Санта Марија (итал. Santa Maria) насеље је у Италији у округу Анкона, региону Марке.
Према процени из 2011. у насељу је живело 53 становника. Насеље се налази на надморској висини од 193 м.